# Erik Adolf Setterquist
Erik Adolf Setterquist, född 3 juli 1809 i Örebro, död 13 april 1885 på samma ort, var en svensk orgelbyggare. Han var verksam i Hallsberg 1835–1857, i Strängnäs 1857–1860, åter i Hallsberg från 1861 och i Örebro från 1864.

## Biografi
Vid tio års ålder kom Setterquist som fosterson och lärling till organisten och orgelbyggaren Johan Samuel Strand i Vingåker. Mellan 1826 och 1828 arbetade han hos dennes bror, orgelbyggaren Pehr Zacharias Strand i Stockholm. År 1833 blev Setterquist skolmästare och klockare i Hallsberg, där han omkring 1835 började med orgelbyggeri i liten skala. Han gifte sig början av 1840 med U. C. Berg.
Efter att enligt egen uppgift ha byggt 16 orglar examinerades han vid Kungliga Musikaliska Akademien 1857 och ingick samma år bolag med orgelbyggaren Per Larsson Åkerman i Stockholm. Firman förlades till Strängnäs. Tillsammans byggde de bland annat en orgel till Strängnäs domkyrka 1857–1860. Efter det att samarbetet upphört 1860 återgick Setterquist till sin verksamhet i Hallsberg. 1864 flyttade han sin orgelbyggarverksamhet från Hallsberg till Örebro. Där hyrdes lokaler i den gamla Tekniska skolan. År 1866 flyttade firman till en inköpt gård nr. 9 vid Gamla gatan, där två verkstadsbyggnader uppfördes på gården. År 1874 ombildades firman till aktiebolag med sonen Gustaf Adolf Setterquist som officiell kompanjon. Denne hade börjat sin anställning, förmodligen som orgelbyggargesäll, 1862. Firmanamnet blev nu E.A. Setterquist & Son. År 1879 övertog sonen hela ledningen för företaget medan Erik Setterquist arbetade för företagets utveckling. Åren 1880-1884 uppfördes och tillbyggdes en ny fabrik vid Östra Bangatan i Örebro och specialmaskiner med ångkraft började användas vid tillverkningen, nytt inom orgelbyggarbranschen som annars använde handarbete. År 1883 tilldelades Setterquist Litteris et Artibus och året därpå  blev han associerad  ledamot  av Kungliga Musikaliska Akademien. Våren 1885 avled han och begravdes i familjegraven i Örebro.

## Betydelse

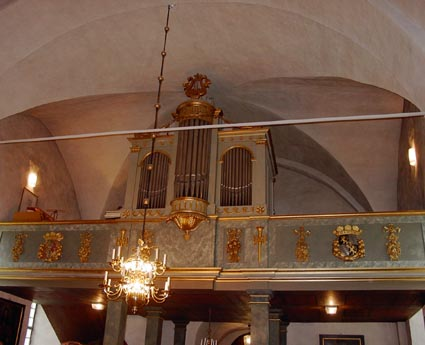
Orgeln i Ödeby kyrka.

Efter samarbetet med Åkerman övergick E. A. Setterquist från en av det äldre svenska orgelbyggeriet klassiskt präglad orgeltyp till att bygga kontinentalt inspirerade orglar i senromantisk anda. Han räknas tillsammans med Per Larsson Åkerman som den främste representanten för den senromantiska skolan i Sverige under senare hälften av 1800-talet. 
Setterquist byggde drygt 600 orglar över hela Sverige. Bevarade instrument från hans tidiga period finns bland annat i Öja kyrka (Södermanland 1851–53), Värmskogs kyrka (1856) och Ödeby kyrka (1856) och från den romantiska epoken i Arboga Sankt Nicolai kyrka (1862) och Ösmo kyrka (1873).

## Medarbetare
- Lars Johan Landberg (född 1822). Han var 1845–1895 orgelverksarbetare hos firman Setterquist. Var firmans äldste arbetare med 50 år. Var lärling hos Strand vid 16 års ålder.[10][4][5][7]
- Nils Hagström (född 1807). Han var 1856–1860 orgelbyggargesäll hos Setterquist.[4][5][7][6]
- Erik Reuter (född 1825). Han var 1857–1859 snickargesäll hos Setterquist.[4]
- Claës Albert Persson (född 1844). Han var 1861–1866 orgelbyggargesäll hos Setterquist.[5][7][6]
- Johan Gustaf Reinhold Andersson (född 1828). Han var  1861–1863 gesäll hos Setterquist.[5]
- Johannes Andersson (född 1848). Han var 1867–1870 orgelbyggarlärling hos Setterquist.[6]
- Carl Andersson (född 1832). Han var 1867–1868 orgelbyggararbetare hos Setterquist.[6]
- A. G. Petersson, Elfsbacka. Orgelbyggarbetare hos Setterquist i flera år före 1885.[11]